# Trekkende bevolking
Trekkende bevolking is tegenwoordig een begrip uit het Nederlandse Besluit trekkende bevolking WPO bij de Wet op het Primair Onderwijs en het Belgische decreet van 28 april 1998 inzake het Vlaamse beleid ten aanzien van etnisch-culturele minderheden bij het Decreet Basisonderwijs. Het gaat in beide gevallen om onderwijs aan kinderen die met hun ouders meereizen en geeft invulling aan het recht op onderwijs, vervat in artikel 28 van het Verdrag inzake de rechten van het kind.   

## Nederland
Hier verstaat men onder de trekkende bevolking: kermisexploitanten, circusmedewerkers en schippers. 
- Het onderwijs aan kinderen vanaf de leeftijd van 4 tot omstreeks 12 jaar, van wie de ouders in het kermisbedrijf, onderscheidenlijk het circusbedrijf werkzaam zijn, wordt gegeven in daartoe ingerichte voertuigen die in het kermisseizoen of circusseizoen standplaats kiezen bij daarvoor in aanmerking komende kermissen of circussen. De leerlingen verlaten de school in elk geval na afloop van het schooljaar waarin zij de leeftijd van 14 jaar hebben bereikt.
- Het onderwijs aan varende kinderen is het onderwijs bestemd voor kinderen van 3,5 tot omstreeks 7 jaar die aan boord wonen bij hun ouders, die het schippersbedrijf uitoefenen. De verplichting tot het geven van onderwijs in de Engelse en Friese taal bestaat hier niet. In uitzonderingsgevallen mogen ook kinderen die met hun ouders over de wereldzeeën varen van dit onderwijs gebruik maken. Een leerling verlaat de school voor varende kinderen in elk geval na afloop van het schooljaar waarin deze de leeftijd van 7 jaar heeft bereikt.

## België
Hier verstaat men onder de trekkende bevolking: binnenschippers, kermis- en circusexploitanten en -artiesten en woonwagenbewoners. In tegenstelling tot in Nederland wordt in België ook nog rekening gehouden met het feit dat woonwagenbewoners nog regelmatig van standplaats willen en kunnen wisselen. 
- Leerlingen die behoren tot de trekkende bevolking worden geacht te wonen in een buurt met een hoog percentage leerlingen met minstens twee jaar schoolse vertraging op vijftienjarige leeftijd.